# Karl Neunzig
Karl August Neunzig (* 6. Oktober 1864 in Berlin-Schöneberg; † 11. Juni 1944 in Berlin-Hermsdorf) war ein bedeutender deutscher Vogelmaler und vom Jahr 1900 bis 1938 Herausgeber der Fachzeitschrift Gefiederte Welt.
Karl Neunzig besuchte in Berlin die Hochschule für Bildende Künste. Anfangs widmete er sich der Landschaftsmalerei, später der Darstellung von Tieren, besonders Vögeln. Berühmt ist seine Zeichnung des Spixaras. 
Karl Ruß gewann Neunzig zur Bebilderung der Fachzeitschrift Gefiederte Welt, die er 1899 als Herausgeber nach dem Tode von Ruß übernahm. Zahlreiche Aufsätze und sehr gute Vogelbilder brachte er jahrzehntelang in Gefiederte Welt, vor allem Haltungsberichte über exotische Vögel. Er lenkte über die volkstümliche Vogelkunde die Gedanken auf den Vogel- und Naturschutz. Weiter bearbeitete er Das Handbuch für Vogelliebhaber von Karl Ruß, das nunmehr in zwei Bänden Fremdländische Stubenvögel (5. Auflage 1921) und Einheimische Stubenvögel (4., 5. 6. Auflage 1904, 1913, 1922) erschien. Neunzig erlebte den Untergang des Nazireiches nicht mehr, in dem er wegen nicht völlig linientreuer Abstammung geächtet war.